# Chladná zbraň
Chladná zbraň je taková zbraň, která při svém použití vyžaduje fyzický kontakt s cílem. Jedná se o útok zbraní jako takovou a nikoli útok konaný projektilem.

## Úvod a historie
Chladné zbraně jsou prvopočátkem řemeslné tvorby člověka. Mezi první nástroje vyrobené lidským druhem a jeho předky patří právě nástroje, určené k lovu zvěře a k boji. Jde o škálu předmětů a zbraní, které lze definovat jako chladné zbraně. První známou chladnou zbraní je tzv. pěstní klín, kterým započal vývoj tvorby nástrojů, mezi které patří i zbraně. Předchůdcem snad každé chladné zbraně je nástroj, usnadňující některou z prací všedního života. Například základem pro kopí je pěstní klín na dlouhé větvi, určený pro lov zvěře a základem pro nůž je pěstní klín samotný. Vynález pěstního klínu tak lze považovat za prvopočátek tvorby zbraní. Základním účelem chladné zbraně je umocnění schopnosti jejího uživatele a tedy větší efektivita útočné činnosti.

## Rozdělení chladných zbraní
Díky obrovskému množství předmětů, které lze definovat jako chladnou zbraň, lze tyto předměty rozdělit do 4 základních kategorií podle primárního účelu zbraně.
- 1. Bodné zbraně
- 2. Sečné zbraně
- 3. Drtivé (tupé) zbraně
- 4. Vrhací zbraně

## Bodné zbraně
Definice bodné zbraně je určená již jejím názvem. Tento druh zbraně vychází ze svého prapředka a tím je pěstní klín, upevněný na dlouhé násadě z větve, tedy kopí. Původním účelem bodných zbraní bylo usnadnění lovu, jak ve vodě tak na souši. Později se tento druh zbraně zdokonalil s vývojem lidské zručnosti a lepšími materiály na zbraně, a stal se základním pilířem všech armád.
Nejznámějšími zástupci této kategorie jsou kopí, bodné dýky a rapíry.

## Sečné zbraně
Jedná se o kategorii zbraní, která pro svou efektivitu využívá ostrého ostří, díky kterému dochází ke snazšímu fyzickému poškození. Vývoj sečných zbraní využil pokrok lidské společnosti ve vývoji řemeslné zručnosti, znalosti materiálů, zejména kovových, a v konstrukci zbraní jako takových. Původní sečné zbraně byly vyráběny z mědi, později z bronzu a nakonec ze železa a oceli. Původním tvarem těchto zbraní byla jednoduchá rovná čepel s vybroušeným ostřím, které činilo tuto zbraň efektivnější než dosud užívané zbraně bodné nebo drtivé. Hlavní výhodou tohoto typu zbraní byla jejich nižší hmotnost, vysoká efektivita a snadná ovladatelnost. S postupem času se však tvar vyvíjel a díky chápání základních principů užívání tohoto typu zbraní, se tak čepele začaly profilovat do prohnutého tvaru, čímž se zvyšovala efektivita při sekání, ale na úkor jejich efektivity při bodání. Došlo tak k úplnému rozdělení zbraní na bodné a sečné.
Nejznámějšími zástupci této kategorie zbraní jsou šavle nebo katany a z kategorie zbraní delších pak sekery, sudlice nebo kůsy.

## Drtivé (tupé) zbraně
Zbraně drtivé (tupé) jsou zbraněmi, které nedisponují ani ostřím ani ostrým hrotem, jelikož jejich síla tkví ve vysoké hmotnosti. Zbraněmi drtivými lze nazvat veškeré předměty, které umocňují sílu dopadu úderu na daný cíl. Předchůdcem tohoto typu zbraní je nejstarší varianta zbraně vůbec a to jednoduchý dřevěný kyj. S vývojem obranyschopnosti válečníka pomocí zbroje (brnění) bylo zapotřebí i zbraní, určených k jejímu překonání. Největší rozmach drtivých zbraní nastal ve středověku, kde se projevily jako velmi efektivní proti silně obrněným rytířům. Zbraně sečné vyžadovaly obrovskou zdatnost a um k překonání vyspělé zbroje, avšak zbraně drtivé tolik technické zdatnosti k poškození zbroje a poražení soupeře nevyžadovaly.
Mezi nejznámější drtivé zbraně patří kyje, cepy, řemdihy, válečná kladiva a palcáty.

## Vrhací zbraně
Vrhací zbraně jsou zbraněmi na pomyslné hraně zbraní chladných. Účelem tohoto typu zbraní je zasažení cíle na delší vzdálenost, ale pouze za pomoci síly bojovníka. Do této kategorie tak nemohou spadat kuše, luky a zbraně palné, které vypouštějí projektily za pomoci složitějšího mechanismu, než pouhým přenosem síly člověka. Vrhací zbraně jsou rozličných tvarů a velikostí, od nejdrobnějších jako jsou vrhací hvězdice, až po ty největší jakými jsou harpuny a oštěpy.
Nejznámějšími zástupci jsou kopí, shurikeny, nebo vrhací nože.